# Cosmia grandifica
Cosmia grandifica là một loài bướm đêm trong họ Noctuidae.